# Store Flinterup
Store Flinterup, der tidligere hed Flinterupgård, blev oprettet i 1790 af fire bøndergårde, der hørte til fæstegodset under stamhuset Lerchenborg. Fra 1900 til 1918 ejedes gården af greve Ulrich Bernstorff-Mylius til Kattrup.
Store Flinterup ligger i Store Fuglede Sogn (Kalundborg Kommune Ars Herred) ca. 15 km. sydøst for Kalundborg ved området omkring Tissø.
Hovedbygningen, der ligger nord for parken, er nyopført i to stokværk, og stod færdig i 2003. Bygningen har et tårn mod den store gårdsplads.
Der hører to yderligere boliger under gården. Den ene beliggende i den ca. 400 meter lange allé, der fører op til gården.
Agerjorden, der ligger samlet ved gården, består af ensartet, stærk lermuld på lerunderlag. Ca. 158 ha. er under plov.
Siden Lars Smidths ejerskab er de ca 170 hektar agerjord dyrket økologisk.

## Ejere
- 1900-1918 Ulrich Bernstorff-Mylius
- 2007-2021 Lars Smidth[2]
- 2021- Merete Juhl